# Dragan Tubić
Dragan Tubić (serbisch: Драган Тубић) (* 24. August 1985 in Doboj) ist ein aus Jugoslawien stammender Handballspieler serbischer Nationalität.
Der 1,85 Meter große und 88 Kilogramm schwere rechte Rückraumspieler stand bei RK Fidelinka Radnički Subotica und RK Partizan Dunav Osiguranje unter Vertrag. Mit diesen beiden Vereinen spielte er im EHF-Pokal (2004/05, 2005/06, 2009/10), im Europapokal der Pokalsieger (2008/09) und in der EHF Champions League (2009/10). Im Februar 2010 wechselte er zum polnischen Verein KS Kielce. Schon im Sommer 2010 verließ er Kielce wieder, um zukünftig beim dänischen Erstligisten Mors-Thy Håndbold auf Torejagd zu gehen. Im Sommer 2012 wechselte er zum deutschen Bundesligisten HBW Balingen-Weilstetten. Nach 3 Jahren beim HBW wechselte er 2015 zum damaligen 2. Liga Aufsteiger VfL Eintracht Hagen. Nachdem Tubić in der Saison 2016/17 mit Hagen in der 3. Liga antrat, gelang ihm mit Hagen die Rückkehr in die 2. Bundesliga. Im Sommer 2019 wechselte er zum Drittligisten SGSH Dragons.
Dragan Tubić steht im Aufgebot der serbischen Nationalmannschaft, so für die Europameisterschaft 2010 in Österreich und die Weltmeisterschaft 2011 in Schweden. Bis Dezember 2010 bestritt er 17 Länderspiele, in denen er 51 Tore warf.